# L'Hospitalet

La Brillanne este o comună în departamentul Alpes-de-Haute-Provence din sud-estul Franței. În 2009 avea o populație de 919 de locuitori.